# Frederick Thomas Green
Frederick „Fred“ Thomas Green (* 4. April 1829 in Montreal, Niederkanada; † 5. Mai 1876 in Heigamkab, Damaraland) war ein kanadischer Entdecker, Großwildjäger und Händler auf den Gebieten der heutigen Staaten Namibia und Botswana. Von 1850 bis 1853 war er vor allem im Gebiet um den Ngamisee gemeinsam mit seinem Bruder Charles angesiedelt und zog 1854 ins Damaraland.

## Herkunft und Familie
Green wurde als Sohn von John William Green und Margaret Gray geboren. Er war Enkel von John Gray, dem Gründer der Bank of Montreal. In erster Ehe war er ab etwa 1860 mit Betsey Kaipukire ua Kandendu verheiratet, mit der er eine Tochter (Ada Maria; 1864–1926) hatte. Kurz nach der Geburt ehelichte Green im März 1865 Catherine Agnes Anne Stewardson (1848–1898). Mit ihr hatte er sieben Kinder, wovon vier noch im Säuglingsalter starben. Überlebt haben Mary Elizabeth (1865–1952), Frederick Vincent (1868–1949) und Alice Isabella (1871–etwa 1851)
Sein Urenkel Mburumba Kerina (Kerina ist Otjiherero für green; deutsch grün) gilt als Erfinder des Namens seines Heimatlandes Namibia.

## Lebensweg
Henry, ein älterer Bruder von Frederick, der in Bloemfontein in der Orange River Sovereignty lebte, beherbergte seine beiden Brüder. Diese bereiteten von dort eine Expedition nach Shoshong vor. Auf dieser begegneten die beiden am 30. Juli 1850 David Livingstone. Ein Jahr später  trafen sie erneut, am 11. September 1851, auf Livingstone. Fortan besuchten die beiden Brüder den Ngamisee einmal pro Jahr.
Frederick Green lebte ab 1852 auf der Farm eines Schotten bei Bloemfontein. 1853 reiste er erneut zum Ngamisee und reiste ab 1854 durch das Damaraland bis in die Walfischbucht am Atlantik, ehe er, vermutlich per Schiff, nach Kapstadt gelangte. Dort machte Green Bekanntschaft mit Karl Johan Andersson, mit dem er gemeinsame Expeditionen plante.
Im Frühjahr 1857 stieß Green zu den Missionaren Johannes Rath und Carl Hugo Hahn, die sich auf einer Reise zu den Ovambo im Norden Namibias befanden, um Möglichkeiten, ihre Missionstätigkeit hierin zu erweitern, zu erkunden. Ziel der Reise war der Kunene.
Die Reisenden erreichten schließlich im Juli 1857 einen Ovambo Stamm, der um das heutige Olukonda siedelte. Der lokale Herrscher Nangoro sicherte ihnen zunächst freien Durchzug durch das Gebiet zu, verweigerte diesen aber im Nachhinein. Als die Gruppe am 30. Juli Richtung Süden abziehen wollte, kam es zu einer gewaltsamen Auseinandersetzung mit Schusswechsel in deren Folge einer der Begleiter der Missionare sowie eine Anzahl Ovambo getötet wurde. Die Erkundung wurde daraufhin abgebrochen und die Gruppe erreichte am 11. September den Ausgangspunkt der Reise, die Station Otjimbingwe.
Er starb an einer Leberkrankheit.